# Parafia Zwiastowania Najświętszej Maryi Panny w Czerwińsku nad Wisłą
Parafia Zwiastowania Najświętszej Maryi Panny w Czerwińsku nad Wisłą – rzymskokatolicka parafia należąca do dekanatu wyszogrodzkiego, diecezji płockiej, metropolii warszawskiej. Duszpasterstwo w niej prowadzą księża Salezjanie. Mieści się przy ulicy Klasztornej. 

## Obszar parafii

### Miejscowości i ulice
W granicach parafii znajdują się miejscowości:

- Czerwińsk nad Wisłą,
- Nowy Boguszyn,
- Stary Boguszyn,
- Bolino,
- Chmielewo,
- Garwolewo,
- Gawarzec Dolny,
- Gawarzec Górny,
- Janikowo,
- Komsin,
- Parlin,
- Praga,
- Sielec,
- Stobiecin,
- Wilkowuje,
- Wilkówiec,
- Wola,
- Zarębin,
- Zdziarka.